# Dotknięcie ręki
Dotknięcie ręki (ang. The Silent Touch) – polsko-duńsko-brytyjski dramat psychologiczny z 1992 roku w reżyserii Krzysztofa Zanussiego.

## Fabuła
Młody student muzykologii śni pewną melodię. Po przebudzeniu dochodzi do wniosku, że może być ona motywem przewodnim większego utworu. Sam jednak nie podejmuje się skomponowania go, tylko prosi o to sławnego Henry'ego Kesdiego - kompozytora muzyki poważnej, który 40 lat temu przeżył Holocaust i wybrał milczenie oraz życie w izolacji od świata.
Film kręcony w Krakowie (Collegium Minus Uniwersytetu Jagiellońskiego, Wawel), Stawisku, Warszawie, Tworkach i Kopenhadze.

## Obsada
- Lothaire Bluteau – Stefan
- Max von Sydow – kompozytor Henry Kesdi
- Sarah Miles – Helena, żona Henry'ego
- Sofie Gråbøl – Annette Berg
- Aleksander Bardini – profesor Kern
- Lars Lunoe – doktor
- Sławomira Łozińska – żona doktora
- Peter Hesse Overgaard – Joseph Kesdi
- Wiktor Zborowski – kandydat na sekretarza Kesdiego
- Beata Tyszkiewicz – Gelda
- Eugeniusz Priwieziencew – gość na przyjęciu
- Krystyna Chmielewska – bibliotekarka
- Eugenia Herman - Pani Olsen, kandydatka na sekretarkę Kesdiego
- Stanisław Holly – niewidomy kandydat na sekretarza Kesdiego
- Krystyna Sznerr-Mierzejewska – śpiewaczka, kandydatka na sekretarkę Kesdiego
- Stanisław Brejdygant – wydawca Maier
- Piotr Wojtowicz – operator filmujący wywiad z Kesdim
- Trevor Cooper – wydawca Muller
- Maja Płoszyńska – Tomas, syn Kesdiego
- Catherine Thornborrow - kandydatka na sekretarkę Kesdiego